# Soulwax
Soulwax és un grup d'elecro-rock alternatiu liderada pels germans Dewaele, originària de Gant, Bèlgica. Els seus components són Stephen Dewaele (vocal), David Dewaele (guitarra), Stefaan Van Leuven (baix) i Steve Slingeneyer (bateria). Els germans Dewaele també són coneguts pel seu treball com a DJ sota el nom de 2manydjs. Tot i que són composicions musicals diverses, una és una banda musical i l'altre un duo de Dj's, ambdues formen part d'un sol projecte musical.

## Discografia

### Àlbums
- Leave the Story Untold (1996) (produït per Chris Goss)
- Much Against Everyone's Advice (1998)
- Any Minute Now (2004)
- Nite Versions (2005)
- Most of the remixes we've made for other people over the years except for the one for Einstürzende Neubauten because we lost it and a few we didn't think sounded good enough or just didn't fit in length-wise, but including some that are hard to find because either people forgot about them or simply because they haven't been released yet, a few we really love, one we think is just ok, some we did for free, some we did for money, some for ourselves without permission and some for friends as swaps but never on time and always at our studio in Ghent. (2007)
- Part of the weekend never dies (2008)

### Singles
| Any  | Cançó                              | Album                          |
| ---- | ---------------------------------- | ------------------------------ |
| 1995 | 2nd Handsome Blues (10" EP vinile) | -                              |
| 1998 | Conversation Intercom              | Much Against Everyone's Advice |
| 2000 | Much Against Everyone's Advice     | Much Against Everyone's Advice |
| 2000 | Too Many DJs                       | Much Against Everyone's Advice |
| 2004 | Any Minute Now                     | Any Minute Now                 |
| 2005 | E Talking                          | Any Minute Now                 |
| 2005 | NY Excuse                          | Any Minute Now                 |

### Remescles
- dEUS - "Everybody's Weird"
- Einstürzende Neubauten - "Stella Maris"
- Kolk - "Uma"
- Tahiti 80 - "Heartbeat"
- Zita Swoon - "My Bond With You And Your Planet: Disco!"
- Muse - "Muscle Museum"
- Miss Kittin - "Requiem for a Hit (2 Many DJs Remix)"
- Lords of Acid - "I Sit on Acid 2000"
- Sugababes - "Round Round"
- Arthur Argent - "Hold Your Head Up"
- Chaka Khan - "I Feel You"
- Whitey - "Leave Them All Behind"
- Kylie Minogue - "Can't Get You out of My Head"
- Ladytron - "Seventeen"
- Playgroup - "Make It Happen"
- DJ Shadow - "Six Days"
- David Bowie - "Rebel Rebel"
- Felix Da Housecat - "Rocket Ride"
- LCD Soundsystem - "Daft Punk Is Playing at My House"
- Daft Punk - "Robot Rock"
- Gorillaz - "Dare"
- The Gossip - "Standing in the Way of Control"
- Robbie Williams - "Lovelight"
- Klaxons - "Gravity's Rainbow"
- Justice - "Phantom Pt. II"
- LCD Soundsystem - "Get Innocuous"
- Hot Chip - "Ready for the Floor"
- Human Resource vs 808 State - "Dominator"
- West Phillips - "Sucker For A Pretty Face"
- Rolling Stones - "You Can't Always Get What You Want"
- Walter Murphy & The Big Apple Band - "A Fifth of Beethoven"
- The Chemical Brothers - "Hey Boy Hey Girl"
- Tiga - "Mind Dimension 2"
- MGMT - "Kids"
- Dizzee Rascal - "Bonkers"
- Paul Chambers - "Yeah, Techno!"
- LCD Soundsystem - "You Wanted A Hit"
- Late Of The Pier - "Best In The Class"

### Col·laboracions
- Tiga - Sexor (2006)
- Tiga - Ciao! (2009)
- Peaches - "Talk to Me" (2009)
- Crookers - "We Love Animals (with Mixhell)" (2010)

## Discografia com a 2manydjs
Oficials
- As Heard on Radio Soulwax Pt. 2 (2002)

No oficials (Bootleg)
- As Heard on Radio Soulwax 1-11
- Hang All Dj's Volume 1,2,3,4,5
- Radio Soulwax 1-30
- Get Yer Yo Yo's Out Pt.1,2,3
- 50,000,000 Soulwax Fans Can't Be Wrong Essential Mix, BBC Radio 1 (2005)